# 稲生沢村
稲生沢村（いのうざわむら）は静岡県の東部、賀茂郡に属していた村。現在の下田市中心部に北接する地域である。

## 地理
- 河川：稲生沢川
- 山：高根山

## 歴史
- 1889年（明治22年）4月1日 - 町村制の施行により、立野村、大沢村、蓮台寺村、河内村、中村、本郷村が合併して発足。
- 1955年（昭和30年）3月31日 - 下田町、稲生沢村、稲梓村、浜崎村、朝日村、白浜村を廃し、その区域をもって下田町を設置[1]。

## 交通

### 鉄道路線
現在は伊豆急行線蓮台寺駅が所在するが、当時は未開業。
下田町から稲生沢村蓮台寺（伊豆急行線蓮台寺駅とは別の場所）の大沢口駅まで南豆馬車鉄道が通っており、合併後の1957年に廃止された。

### 道路
- 下田街道（現国道414号）

## 名所・旧跡・観光スポット・祭事・催事
- 下田温泉（蓮台寺温泉、河内温泉）